# Esperanza (Meksyk)
Esperanza – miasto w Meksyku, w stanie Sonora.